# Talco (gruppo musicale)
I Talco sono un gruppo patchanka/ska punk italiano formato a Marghera, località del comune di Venezia, nel 2001.
I loro primi lavori sono stati pubblicati sotto Licenze Creative Commons CC-BY-ND. I brani dei loro testi sono frequentemente di ispirazione antifascista e antirazzista.

## Storia
Nel 2004 hanno pubblicato il loro primo album di studio, Tutti assolti, prodotto dalla veronese Kob Records e distribuito in Europa dalla tedesca Mad Butcher Records, cui segue un tour in Italia e in Germania.
Nel maggio 2006 esce il secondo album di studio, Combat Circus, recensito, tra gli altri, da Rockerilla e da Rock Sound. Dall'album è estratto un singolo, La carovana, il cui video è girato dal regista di MTV Giuseppe Tufarolo. Il tour di promozione dell'album ha portato i Talco in Germania, Spagna, Svizzera e nell'Europa orientale.
Nel 2008 è uscito il terzo album, Mazel tov.
Nel 2009 hanno scritto la canzone St.Pauli, divenuta in seguito inno della squadra omonima che milita nel campionato tedesco. In seguito a ciò il gruppo si è esibito con una serie di concerti al Millerntor-Stadion.
Il 20 agosto 2010 è uscito il loro quarto album, La cretina commedia, un disco concettuale che racconta la storia di Peppino Impastato seguendone le gesta. Da questo album sono stati estratti 2 singoli: La parabola dei battagghi e Perduto maggio quest'ultimo singolo che si discosta molto dalle sonorità ska punk solite della band.
A fine agosto 2012 il gruppo annuncia un nuovo album in studio intitolato Gran galà sotto l'etichetta Destiny Record in uscita il 9 novembre, con uno "speciale regalo" per ogni preordine effettuato dal loro sito ufficiale. Il 19 ottobre 2012 viene pubblicato su YouTube il video del primo singolo, Danza dell'autunno rosa.
In seguito, il 2 dicembre dello stesso anno viene pubblicato un altro video, del brano San Maritan.
Verso inizio settembre 2013 la band annuncia le registrazioni del loro primo disco live, nella doppia data del loro tour spagnolo con tappa a Pamplona, il 22/23 novembre sul palco della Sala Movie (Spagna).

## Discografia

### Album in studio
- 2001 - Talco Mentolato (demo autoprodotto come Talco Mentolato)
- 2004 - Tutti assolti
- 2006 - Combat Circus
- 2008 - Mazel Tov
- 2010 - La Cretina Commedia
- 2012 - Gran Galà
- 2014 - 10 Years - Live in Iruña
- 2015 - Silent Town
- 2018 - And the Winner Isn't
- 2021 - Locktown
- 2022 - Videogame

### Singoli
- 2005 - Corri
- 2006 - La carovana
- 2008 - St. Pauli
- 2011 - La parabola dei battagghi
- 2011 - Perduto maggio
- 2012 - Danza dell'autunno rosa
- 2012 - San Maritan
- 2013 - Teleternità
- 2013 - La mia città
- 2014 - L'odore della morte
- 2022 - Via
- 2022 - Ames

## Formazione

### Formazione attuale
- Tomaso De Mattia - voce, chitarra
- Emanuele Randon - chitarra, cori
- Marco Salvatici - basso, cori
- Nicola Marangon - batteria
- Marco Piccioni- sassofono tenore
- Andrea Barin - tromba

### Ex componenti
- Simone Vianello - tastiera, cori
- Francesco Rioda - basso
- Riccardo Terrin - tromba
- Davide Sambin - sassofono contralto
- Daniele Sartori - basso
- Ilaria Pasqualetto - sassofono tenore
- Enrico Marchioro - sassofono tenore